# 그레이터웨스턴시드니 자이언츠
그레이터웨스턴시드니 자이언츠(영어: Greater Western Sydney Giants)는 오스트레일리안 풋볼 리그 (AFL)에 소속된 오스트레일리아의 오스트레일리안 풋볼 클럽이다. GWS 자이언츠 또는 자이언츠(Giants)라는 별명으로도 잘 알려져 있다.